# Níkos Xyloúris
Níkos Xyloúris (en grec moderne : Νίκος Ξυλούρης, surnommé Psaroníkos - Ψαρονίκος, Anógia, 7 juillet 1936 – Le Pirée, 8 février 1980) est un compositeur et chanteur grec. Il appartient à une famille de musiciens crétois : il était l’aîné d'Antónis Xyloúris (surnommé Psarantónis – Ψαραντώνης) et Yánnis Xyloúris (surnommé Psaroyánnis – Ψαρογιάννης).

## Biographie
Níkos Xyloúris naît à Anógia, un village de Crète réputé pour la bravoure de ses hommes face aux occupations que la Crète a connues au cours de son histoire. Une partie de son enfance se déroule durant l’occupation de la Crète par l'armée allemande : en 1941, lors de la bataille de Crète, la résistance crétoise est redoutable face aux parachutistes allemands. 
En 1944, à la suite de l'enlèvement de Heinrich Kreipe, les Allemands se livrent à la destruction d'Anógia, qui avait été détruite deux fois au cours du XIXe siècle, d'abord en juillet 1822 et de nouveau en novembre 1867, pendant la révolte crétoise de 1866-1869. 
Níkos Xyloúris est profondément marqué par l’esprit de rébellion et d’indépendance des Crétois. Durant la dictature des colonels (1967-1973), il manifeste son opposition au régime, mais reste à l’abri de représailles (au contraire d’autres opposants comme Míkis Theodorákis) et sa musique est tolérée comme représentative des racines grecques "authentiques". Son opposition au pouvoir est de plus en plus manifeste et en 1973, lors du soulèvement des étudiants de l’École Polytechnique à Athènes, Níkos Xyloúris chante Pote tha kanei xasteria (une célèbre chanson des révolutionnaires crétois) dans la cour de Polytechnique cernée par les chars de l’armée grecque. 
Avec son épouse Ouranía Melampianákis, il a deux enfants, un garçon et une fille.
Níkos Xyloúris meurt le 8 février 1980 au Pirée, des suites d’un cancer du poumon et d’une métastase au cerveau à l'âge de 43 ans.

## Carrière musicale
Níkos Xyloúris joue de la lyra à l’âge de 12 ans ; il joue également de la mandoline avec son ami Yórgos Kalomíris. Il est l’élève de Leonídas Kládos pendant deux ans. Il se produit très tôt dans les baptêmes, les mariages et les fêtes en Crète.
À 17 ans, il débute au « Kastro », un restaurant de Héraklion. En 1958, il enregistre son premier disque. Sa carrière hors de Grèce commence en 1966 : il participe et remporte le premier prix de musique populaire européenne du Festival de San Remo en Italie, avec la chanson Il était une fois (Hτανε μια φορά) de Kóstas Férris et Stávros Xarchákos.
L’œuvre et la carrière de Níkos Xyloúris sont un jalon important dans la musique populaire grecque dans les années 1960-1980. L’œuvre poétique de grandes figures de la littérature hellénique est transmise par la chanson au grand public par des musiciens comme Mános Hadjidákis, Stávros Xarchákos, Míkis Theodorákis, Yánnis Markópoulos. Níkos Xyloúris adapte notamment le poème Erotókritos, du poète Vicénzos Kornáros (1553-1614), Crétois d’origine vénitienne.
Il chante des airs célèbres crétois, comme Pote tha kanei xasteria et Filedem.